# Volcán Cerro Prieto
Volcán Cerro Prieto är en vulkan i Mexiko.   Den ligger i delstaten Baja California, i den nordvästra delen av landet, 2 200 km nordväst om huvudstaden Mexico City. Toppen på Volcán Cerro Prieto är 187 meter över havet.
Terrängen runt Volcán Cerro Prieto är huvudsakligen platt, men åt sydväst är den kuperad. Runt Volcán Cerro Prieto är det ganska tätbefolkat, med 58 invånare per kvadratkilometer. Närmaste större samhälle är Delta, 12,7 km sydost om Volcán Cerro Prieto. Trakten runt Volcán Cerro Prieto är ofruktbar med lite eller ingen växtlighet.